# Époisses
 Époisses  es una población y comuna francesa, en la región de Borgoña, departamento de Côte-d'Or, en el distrito de Montbard y cantón de Semur-en-Auxois. Ha dado su nombre al époisses, un reputado queso de vaca protegido por una AOC.

## Demografía
| 619 | 696 | 702 | 820 | 794 | 721 |
| Para los censos de 1962 a 1999 la población legal corresponde a la población sin duplicidades (Fuente: INSEE [Consultar]) |     |     |     |     |     |